# ۶۲۵ (خورشیدی)
۶۲۵ ششصد و بیست و پنجمین سال هجری خورشیدی است.

## درگذشتگان
- خشتریته سومین پادشاه سلسله ماد.